# World Choir Games
World Choir Games ist der Name eines internationalen Chorwettbewerbes, der in Deutschland auch Chorolympiade genannt wird. Die World Choir Games wurden begründet vom Präsidenten des Fördervereins INTERKULTUR e. V., Günter Titsch. Der Verein führt seit 1988 verschiedene Festivals und Chorwettbewerbe durch. Die Chorolympiade fand erstmals im Jahre 2000 statt. Nach Darstellung der Veranstalter soll sie dem olympischen Gedanken folgend Völker im friedlichen Wettstreit zusammenführen und es ihnen ermöglichen, sich als Chorsänger weltweit zu präsentieren und ihre Leistungen zu messen.

## Geschichte
Der Chorsänger Günter Titsch veranstaltete bereits 1988 in Budapest, hinter dem damaligen „eisernen Vorhang“, erstmals einen länderübergreifenden Chorwettbewerb mit Teilnehmern aus Ungarn und Deutschland. Um das Konzept weiterzuentwickeln und auszubreiten, gründete Titsch dann 1990 den Förderverein Interkultur e.V als Dachorganisation der Wettbewerbe. Der Name des Vereins sollte dabei ausdrücken, dass die Organisatoren das Ziel verfolgten, verschiedene Kulturen durch ihre Veranstaltungen zusammen zu bringen. Die erste von Interkultur organisierte, international ausgelegte Chorolympiade, später World Choir Games, wurde, in Anlehnung an die olympischen Spiele, 2000 im österreichischen Linz ausgetragen und vereinte Chöre aus 60 Ländern. Ein wesentlicher Bestandteil der Games ist, dass sie nicht nur Ensembles mit vorheriger Wettbewerbserfahrung offenstehen. Chöre können selbst entscheiden, ob sie an der Veranstaltung teilnehmen und sind nicht auf eine konkrete Einladung durch die Initiatoren angewiesen. Die Olympiade besteht einerseits aus einem Wettbewerbsmodus für leistungsstarke Chöre (‚The Champions Competition‘), die bereits internationale Wettkampferfahrung aufweisen und einem offenen Wettbewerb (‚The Open Competition‘), der allen Chören unabhängig von ihrer Leistungsstufe offensteht. Des Weiteren gibt es einen Festivalteil mit Freundschaftskonzerten und chorpädagogischen Angeboten wie individuellen Beratungsrunden und Proben mit internationalen Chorfachleuten. Während die Spiele regulär einem zweijährigen Rhythmus folgten, musste die für 2020 in Flandern angesetzte Olympiade, aufgrund der Covid-Pandemie, um ein Jahr verschoben werden. Nach Wettkämpfen in Europa, Asien, Nordamerika, Afrika und Ozeanien werden die World Choir Games 2026 wieder in Europa stattfinden, in Helsingborg (Schweden).

## Austragungsorte
| Jahr |                       |                                |                           |        |                   |
| Jahr | Wettbewerb            | Gastgeberstadt                 | Datum                     | Länder | Teilnehmer        |
| ---- | --------------------- | ------------------------------ | ------------------------- | ------ | ----------------- |
| 2000 | 1. Chorolympiade      | Linz, Österreich               | 7.–16. Juli               | 60     | 15.000 Teilnehmer |
| 2002 | 2. Chorolympiade      | Busan, Südkorea                | 19.–27. Oktober           | 48     | 288 Chöre         |
| 2004 | 3. Chorolympiade      | Bremen, Deutschland            | 8.–18. Juli               | 83     | 18.000 Teilnehmer |
| 2006 | 4. World Choir Games  | Xiamen, China                  | 15.–26. Juli              | 80     | 20.000 Teilnehmer |
| 2008 | 5. World Choir Games  | Graz, Österreich               | 9.–19. Juli               | 93     | 20.000 Teilnehmer |
| 2010 | 6. World Choir Games  | Shaoxing, China                | 15.–26. Juli              | 83     | 21.700 Teilnehmer |
| 2012 | 7. World Choir Games  | Cincinnati, Vereinigte Staaten | 4.–14. Juli               | 64     | 15.000 Teilnehmer |
| 2014 | 8. World Choir Games  | Riga, Lettland                 | 9.–19. Juli               | 73     | 27.000 Teilnehmer |
| 2016 | 9. World Choir Games  | Sotschi, Russland              | 6.–16. Juli               | 76     | 12.000 Teilnehmer |
| 2018 | 10. World Choir Games | Tshwane, Südafrika             | 4.–14. Juli               | 46     | 298 Chöre         |
| 2021 | 11. World Choir Games | Antwerpen und Gent, Belgien    | 30. Oktober – 7. November | 50     | 300 Chöre         |
| 2023 | 12. World Choir Games | Gangneung, Südkorea            | 3.–13. Juli               | 46     | 324 Chöre         |
| 2024 | 13. World Choir Games | Auckland, Neuseeland           | 10.–20. Juli              | 42     | 250 Chöre         |
| 2026 | 14. World Choir Games | Helsingborg, Schweden          | 6.–16. August             |        |                   |

## Wettbewerbsmodus
Der Wettbewerb folgt einem eigenen Bewertungssystem, anhand dessen die 5–7-köpfige Jury mittels festgelegter Kriterien den Leistungsstand der teilnehmenden Chöre beurteilt. Dazu werden die Chöre in Kategorien eingeteilt, die vergleichbare Besetzungen (zum Beispiel Kinder-, Jugend-, Männer-, Frauen-, gemischte Chöre) oder vergleichbare künstlerische Ausrichtungen zusammenfassen (beispielsweise Pop-, Gospel-, Folklore-Chöre, Kirchenchöre). Die Wettbewerbe werden in zwei vollwertigen Wettbewerbsteilen unterschiedlichen Niveaus ausgetragen.
Als World Choir Games – The Open Competition wird ein offener Wettbewerb bezeichnet, der jedem Chor die Teilnahme ermöglichen soll. Zu diesem Teil werden Chöre jeglichen Leistungsstandards und ausdrücklich auch solche ohne oder mit geringer Wettbewerbserfahrung aufgerufen. Die Teilnehmer erfahren ihren Leistungsstand durch Jurywertung und erhalten eine Urkunde.
Der Wettbewerb World Choir Games – The Champions Competition ist für erfahrene Chöre angelegt, die ihren Leistungsstand bei anderen internationalen Wettbewerben unter Beweis gestellt haben, objektive Zulassungskriterien erfüllen, durch ein nationales Kultusministerium oder einen Chorverband empfohlen wurden oder sich durch Teilnahme an einem vorgelagerten Qualifikationskonzert mit Juryentscheid qualifiziert haben.

## Ehrungen
Der Kulturpreis Europa, der Beiträge zu einem friedlichen Europa auszeichnet, wurde 2006 und 2016, an den Förderverein Interkultur verliehen. Anlässlich der World Choir Games 2010 sandte der damalige US-Präsident Barack Obama ein Grußwort an die teilnehmenden Chöre, in welchem er den Beitrag der World Choir Games zur Völkerverständigung würdigte.

## Ausgewählte Teilnehmer-Chöre
Auflistung von Chören, die entweder im Wettbewerbsmodus der WCG Rekorde erzielten oder deren Teilnahme an der Chorolympiade aufgrund ihres Hintergrunds, ihrer Zusammensetzung oder ihrer Geschichte besonders war. Die Teilnahme an den WCG steht dabei seit der Gründung allen Chören offen.
- Stellenbosch University Choir – Traditionschor aus Südafrika, bester Chor der WCG 2016[25] und Platz 1 auf der Rangliste seit Oktober 2012. Der Chor hält außerdem den World-Choir-Games-Weltrekord mit einer Bewertung von 99 (von 100 möglichen) Punkten in der Kategorie „Gemischte Chöre“ bei den World Choir Games 2014 in Riga (Lettland)[26]

- Noor-e omid – erster gemischtgeschlechtlicher afghanischer SATB-Chor (Teilnahme an WCG 2016)[27]

- Amaranthe – belgischer Frauenchor, der bei den WCG 2023 zum zweiten Mal hintereinander Champion der World Choir Games wurde[28]

- Changsha Dream of Wings Blind Children’s Choir – chinesischer Chor aus blinden Kindern, die unter anderem bei den WCG 2016 antraten[29]

- Carmen Manet – slowenischer Frauenchor und Eurovision Choir of the Year 2017[30][31]

- UMOJA Men’s Chorus – US-amerikanischer Gefängnis-Insassen-Chor, der an den World Choir Games 2012 teilnahm[32]

- Tianjin Dolphin Hearing Disabled Children’s Choir – chinesischer Kinder-Chor, dessen Mitglieder Höreinschränkungen aufweisen. (Teilnahme an den WCG 2016)[33]

## Kritik
Im Zusammenhang mit der Chorolympiade 2004 in Bremen wurde dem Förderverein ein „undurchsichtiges Finanzgebaren“ unterstellt. Gemäß Zeitungsberichten wurden teilnehmende Chöre dazu angehalten, ihre Unterkünfte über die Agentur „M&C Music Contact“ zu buchen, der ein Naheverhältnis zu INTERKULTUR e. V. zugeschrieben wurde. Die Agentur begründete die kritisierte Preishöhe damit, dass die angebotenen Unterkunftspakete auch einen Beitrag zu den Organisationskosten, freien Eintritt zu den Wettbewerbskonzerten und eine kostenlose Stadtführung enthalten würden. Teilnehmer aus „ärmeren Ländern“ hätten auch einen geringeren Teilnahmepreis entrichten müssen. Das Verbandsorgan des Deutschen Sängerbunds unterstellte den Organisatoren in diesem Zusammenhang eine mangelnde Abgrenzung von kommerziellem und gemeinnützigem Vorgehen. Günter Titsch, der Gründer der Chorolympiade und Vorsitzende von Interkultur, verwies darauf, dass der Förderverein während der Veranstaltung in Bremen 2000 Mitgliedern von Kinder- und Jugendchören kostenlose Unterbringung und Verpflegung ermöglicht hätte, räumte aber ein, dass Interkultur sich bei zukünftigen Olympiaden für eine bessere Organisation und eine klarere Abgrenzung einsetzen würde. Die Gießener Staatsanwaltschaft erklärte am 18. September 2004, dass sie keine Grundlage für Ermittlungen sähe, da alle Teilnehmer vorab über die verbundenen Kosten informiert worden waren.